# Додбиба, Сократ
Сократ Додбиба (алб. Sokrat Dodbiba; 1899—1956) — албанский экономист и политик, занимавший пост министра финансов Албании с 1943 по 1944 год.

## Биография
Сократ Додбиба родился в городе Эльбасан (тогдашняя Османская империя) в семье, относившейся к православной общине городского района Каля. Он был сыном Анастаса Додбибы и Поликсени Носи, сестры албанского политика Лефа Носи. Сократ учился в местной школе, где сначала преподавали на греческом языке, а затем на албанском. Впоследствии Додбиба получал образование в стамбульском Роберт-колледже, где среди его учителей был Сали Нивица, видный деятель Албанского национального возрождения.
В 1921 году Додбиба отправился в Вену, чтобы продолжить своё обучение в области экономических наук. В это время он сотрудничал с обществом албанских студентов «Албания», поучаствовав и в создании Djalëria («Братство»), газеты этого объединения.
Додбиба вернулся с учёной степенью в области политической экономии. В 1932 году он занял должность начальника отдела по задолженностям в Министерстве финансов Албании. Ему также было поручено заняться изданием газеты Ekonomisti shqiptar («Албанский экономист») после того, как несколько его статей были опубликованы в местной прессе. Вскоре после этого Додбиба перешёл на должность главного администратора Министерства финансов Албании, а затем комиссара Государственного банка, которую занимал до 1943 года.
В период немецкой оккупации Албании Додбиба занимал пост министра финансов в правительстве Реджепа Митровицы. Одним из его достижений в этой должности стало извлечение суммы в 120 миллионов золотых франков (алб. franga ari) из фонда Центрального банка Италии, которая была депонирована в Центральном банке Албании. Также он способствовал появлению в Албании первого оборудования для печатания денег. Примечательно, что в это же время некоторые из его племянников сражались на противоположной стороне, примкнув к Национально-освободительному фронту Албании (НОФА). Наиболее заметным из них был Пирро Додбиба, при коммунистах ставший министром сельского хозяйства Албании и членом Политбюро ЦК Албанской партии труда.
В декабре 1944 года Сократ Додбиба был арестован коммунистами. Он был одним из многих политических деятелей периода итальянской и немецкой оккупаций страны, которых судили на Специальном суде в 1945 году. Додбиба был приговорён к 30 годам лишения свободы, он умер в тюрьме Буррели в 1956 году.